# Tiandeng
Der Kreis Tiandeng (chinesisch 天等县, Pinyin Tiānděng Xiàn; Zhuang Denhdwngj Yen) ist ein Kreis der bezirksfreien Stadt Chongzuo im Autonomen Gebiet Guangxi der Zhuang in der Volksrepublik China. Er hat eine Fläche von 2.165 Quadratkilometern und zählt 335.300 Einwohner (Stand: 2018). Sein Hauptort ist die Großgemeinde Tiandeng (天等镇).

## Administrative Gliederung
Auf Gemeindeebene setzt sich der Kreis aus vier Großgemeinden und zehn Gemeinden zusammen. 